# Dédé Saint Prix
André (Dédé) Saint Prix, né le 10 février 1953 au François (Martinique), est un chanteur traditionnel de la musique chouval bwa. Sa passion, le « Chouval bwa » est la  musique qui accompagnait les manèges de chevaux de bois traditionnels actionnés à force d’hommes. Il utilise aussi d'autres styles dans ses chansons, y compris le hip-hop, charanga, ragga, zouk, kompa.

## Biographie
Il est compositeur et flûtiste. Il a exercé le métier d'instituteur pendant onze ans avant de démissionner en 1991 afin de se consacrer à la musique. Il a collaboré avec les groupes Sélecta Martinique et Malavoi.
Membre de la chorale municipale, il enregistre son 1er disque en 1968, à 15 ans. Après avoir joué au sein de différents groupes dont « Sélecta Martinique » et « Malavoi », Dédé Saint-Prix et Bago Balthazar créent « Pakatak », formation expérimentale de recherche rythmique, pour redonner toute la place à la musique de son enfance.
En 1983, il reçoit les « Maracas d'Or » (prix remis à Paris à un artiste africain ou antillais) pour le succès de l'album Piblisité. Il anime aussi des master-class de percussions afro-caribéennes pour le festival musiques métisses d'Angoulême.
Au début des années 80, il commence à tourner et à faire ainsi découvrir les rythmes chaloupés du « Chouval bwa ». Une cause au nom de laquelle il chante et se déchaîne en formidable meneur d’ambiance, chanteur bouillonnant, percussionniste, flûtiste et saxophoniste. C’est en cavalier de la musique « Chouval bwa » que Dédé Saint-Prix prend sa véritable dimension. Il a fait retentir ses rythmes aux Antilles-Guyane, en Afrique, en Europe, au Québec, au Brésil ou encore aux États-Unis. Il a enflammé les scènes prestigieuses de l’Olympia, du Zénith, de Central Park (NYC) et le public de nombreux festivals a pu l’applaudir.
Les années 90 marqueront une autre étape dans sa carrière avec ses premières actions pédagogiques. Il anime alors des Masters classes de percussions afro-caribéennes à Angoulême, à Bordeaux et en Suède. Il enseignera pendant de longues années au Conservatoire d’Angoulême.
Il anime aussi pour le compte de l’association Musique et Santé des Masters classes de percussions verbales et rythmes corporels ainsi que des ateliers musicaux en milieu hospitalier.
En septembre 2021, une vingtaine d'artistes martiniquais dont Dédé Saint Prix ont pris part au projet musical Le temps du vivre-ensemble initié par Guillaume de Reynal, président d'une association. Ce sont les paroles modifiées d'un poème d'Aimé Césaire. Mais cette chanson crée débat et est retirée. En effet, les réseaux sociaux se rappellent des propos jugés racistes publiés en 2009 par Guillaume de Reynal lors de la grève de février. Il publie une vidéo pour expliquer comment il s’est retrouvé dans ce guet-apens et qu’il n’a pas été payé pensant participer à un projet humanitaire.

## Discographie
- 1982 : En Concert au Club 91/1 (avec le groupe Avan-Van)
- 1983 : Dede Saint-Prix et Avan-Van (avec le groupe Avan-Van)
- 1984 : Avan-Van tombé d'amour
- 1988 : Mi Sé Sa
- 1993 : Best of Dede Saint Prix
- 1996 : Avan-Van tombé d'amour
- 1997 : Afro-caribbean groove
- 1999 : Arrete Ton Delire
- 2002 : Hommage à Paulo Rosine
- 2002 : Le meilleur en concert
- 2002 : À la tingawa ! (avec Ti-Jack)
- 2005 : Fruits de la patience
- 2007 : Melanj
- 2008 : Le Meilleur

## Honneurs et distinctions
- En 2012, il reçoit l'insigne du chevalier de l’ordre national de la Légion d'honneur[6].
- Coup de Cœur Musiques du Monde 2019 de l'Académie Charles-Cros le mercredi 20 mars 2019 à Portes-lès-Valence, dans le cadre du Festival « Aah ! Les Déferlantes ! »[7].
- Le 31 août 2019, la ville du François renomme la place des fêtes, situé au quartier La Jetée, place Dédé Saint-Prix[8],[9].

### Médiagraphie
- Dédé Saint-Prix, Le Griot des Îles, de SaNoSi Productions, en coproduction avec Martinique 1ère (prod.) et de Anne Cazalès et Jean-Pierre Hautecoeur (réal.), 2017, 52 min : Documentaire[10],[11]

### Sources et liens externes
- Ressources relatives à la musique :   - Discogs
  - Last.fm
  - MusicBrainz
  - Songkick
- Ressources relatives à l'audiovisuel :   - Africultures
  - BFI National Archive
  - IMDb
- Ressource relative à plusieurs domaines :   - Radio France
- Notices d'autorité :   - VIAF
  - ISNI
  - BnF (données)
  - IdRef
  - LCCN
  - GND
  - WorldCat